# ماكسيميليان نيكو

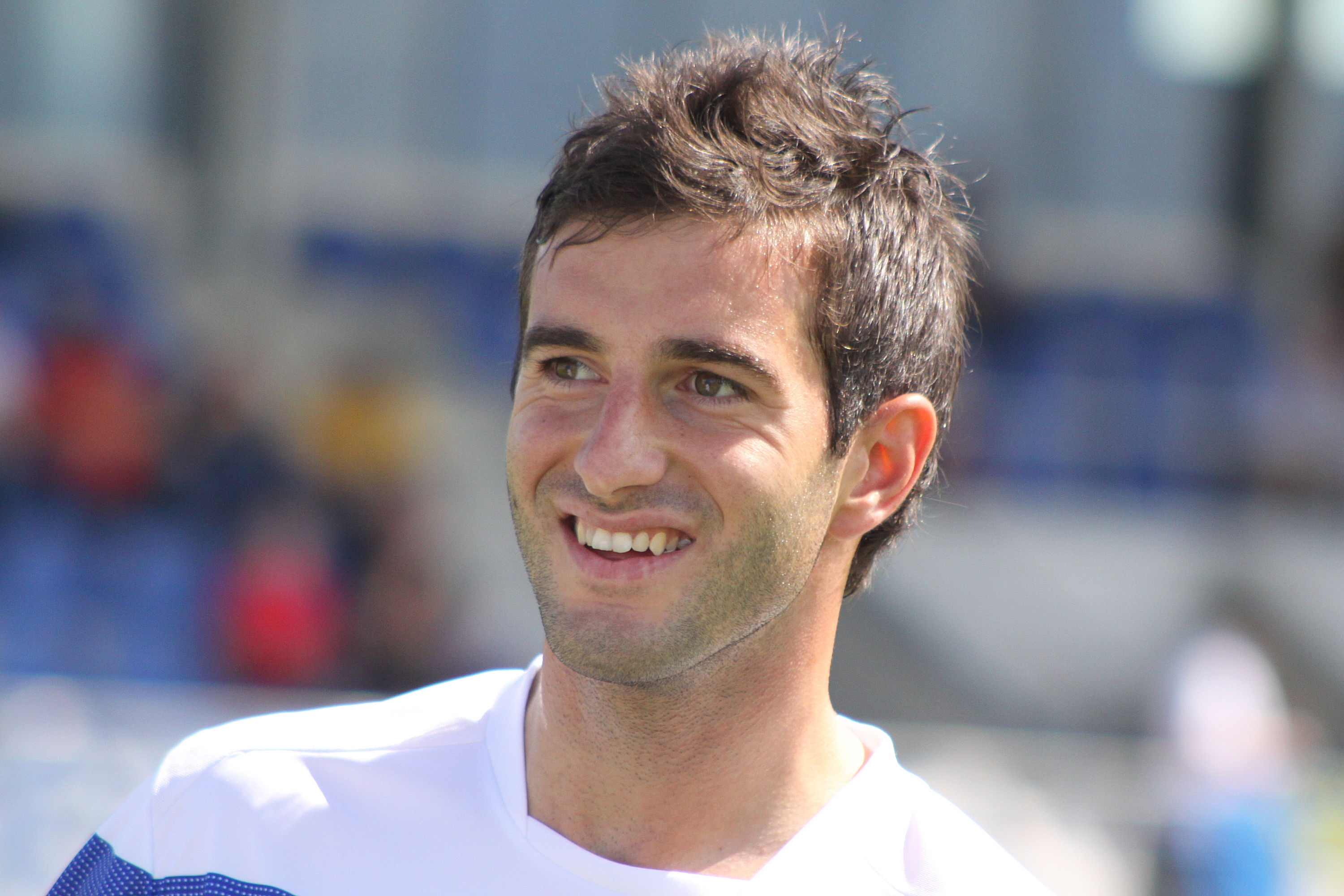

ماكسيميليان نيكو (بالألمانية: Maximilian Nicu)‏ (مواليد 25 نوفمبر 1982 في برين أم كيمسي - ألمانيا الغربية) لاعب كرة قدم روماني يلعب حاليا لصالح نادي الدرجة الأولى هرتا برلين الألماني منذ 2008 في مركز الوسط المحوري . .

## روابط خارجية
- ماكسيميليان نيكو على موقع قاعدة بيانات كرة القدم.إي يو (الإنجليزية)
- ماكسيميليان نيكو على موقع بيانات كرة القدم. دي إي (الألمانية)
- ماكسيميليان نيكو على موقع ناشيونال فوتبول تيمز (الإنجليزية)
- ماكسيميليان نيكو على موقع Soccerway.com (الإنجليزية)
- ماكسيميليان نيكو على موقع عالم كرة القدم.نت (الإنجليزية)
- ماكسيميليان نيكو على موقع كووورة